# Szőlőske (Csécs)
Szőlőske (szlovákul: Seleška) Csécs településrésze, egykor önálló falu Szlovákiában a Kassai kerület Kassa-környéki járásában.

## Fekvése
Kassától 18 km-re délnyugatra fekszik.

## Története
1335-ben "Zeuleus" néven említik először, Pányi Ugrin fia Pongrác magiszter birtoka volt, később is a Pányiaké. Lakói főként szőlőtermesztéssel, borászattal foglalkoztak. 1427-ben 24 portát számláltak a faluban. 1553-ban már Tárkányi Gáspár a tulajdonos, de a népesség jelentősen csökkent, 1570-ben már csak 5 zsellérház állt a faluban. Nem sokkal ezután teljesen elnéptelenedett. Csak a 18. század vége felé jelent meg újra lakosság a településen, de még 1808-ban is csak 16 római katolikus lakta.
A trianoni békeszerződésig Abaúj-Torna vármegye Csereháti járásához tartozott.

## Külső hivatkozások
- Csécs község hivatalos oldala
- Képes ismertető
- Szőlőske Szlovákia térképén[halott link]